# Laktit
A laktit (a latin lac, lact- ’tej’ + -it ’cukoralkoholok jelölésére szolgáló végződés’ összetétele) (E966) a laktózból származtatható cukoralkohol, amit édesítőként használnak alacsony kalóriájú ételekben. A cukor édességének kb. 40%-a. A laktitot két cég gyártja, a Danisco és a Purac Biochem.
Különböző alacsony energia- és zsírtartalmú ételekben használják. Magas stabilitása miatt népszerű, sütés során sem bomlik el. Használják cukormentes édességek, jégkrémek, sütemények, csokoládék készítésekor. Jótékony hatással van a vastagbélre is. A laktitban csak 2,4 kalória (9 kilojoule) van grammonként, szemben az átlagos szénhidrátokkal, melyekben 4 kalória (17 kilojoule) grammonként.
A laktit, szorbit, xilit, mannit és maltit mind cukoralkoholok. Az amerikai Élelmiszer és Gyógyszerellenőrző Hivatal (FDA) „általánosan biztonságosnak elismertnek” (GRAS) nyilvánította. Jóváhagyták élelmiszer adalékként, és elismerték, hogy nem okoz fogszuvasodást vagy vércukorszint-emelkedést. A laktitot a világ minden táján több országban jóváhagyták, mint élelmiszeradalék.
Habár sok diéta- és diabetikus oldal támogatja, a laktit okozhat szorulást, felfúvódást, és hasmenést. (De csak nagyon nagy mennyiségben fogyasztva!)